# Лавренко Михайло
Лавренко Михайло (нар. 19(6) вересня 1901  Махнівка, Борзненський повіт, Чернігівська губернія — після 1983, Нью-Йорк, США) — український поет, прозаїк, драматург,
художник.

## Життєпис
Народився у сім'ї старшини козачих військ Теодора Тимофійовича та Йовдохи Трохимівни. Обоє його батьків померли від голоду: батько в 1933 році, мати 1946-1947.
Як кадет 1-ї Київської юнацької школи ім. Б. Хмельницького брав участь у бою під Крутами, у якому був поранений. Учасник українського повстання у м. Борзна (нині Чернігівська область). За свідченням П. Василенка, у роки 2-ї Світової війни воював у лавах УПА (псевдо Тло).
Згодом емігрував. Жив у Франції, потім у США (у Брукліні). 
Автор кількох збірок оповідань, драматичних і ліричних творів. Зробив пожертву на книгу спогадів В.Татарського “Під чотирма прапорами” (1983) у французьких франках.

## Творчість
Окремі видання:
- Лавренко М. Брама золота [Архівовано 7 березня 2021 у Wayback Machine.]. — Нью-Йорк: Рідний край, 1970. — 104 с.
- Лавренко М. Перша копа [Архівовано 26 лютого 2021 у Wayback Machine.]. — Нью-Йорк: Рідний край, 1970. — 100 с.
- Лавренко М. Пархімові ласощі [Архівовано 26 жовтня 2020 у Wayback Machine.]. — Нью-Йорк: Рідний край, 1970. —  99 с.
- Лавренко М. Два колоски: Збірка оповідань із років великої трагедії українського народу 1932–1933 [Архівовано 2 березня 2021 у Wayback Machine.]. — Нью-Йорк: Рідний край, 1973. — 304 с.
- Лавренко М. Дивнії діла твої, Господи: Зб. оповідань з таємнознавства. — Нью-Йорк: Рідний край, 1975. — 303 с.
- Лавренко М. Щедрий вечір. Збірка оповідань [Архівовано 8 травня 2021 у Wayback Machine.]. — Нью-Йорк: Рідний край, 1976. — 249 с.
- Лавренко М. Арсенал 1918: Лицедійство на 4 дії [Архівовано 8 травня 2021 у Wayback Machine.]. — Нью-Йорк: Рідний край, 1976. — 139 с.
- Лавренко М. “Незрозумілі Події” стали ясні. [Архівовано 2 березня 2021 у Wayback Machine.] — Нью-Йорк: Рідний край, 1976. — 64 с.

Автор віршів «Спомини про Крути», «Лицареві Крут. Панасові Стеценкові», «В той день… Посвята боєві під Крутами», «З циклу «Крути»».